# کوین ریچاردسون (نگهبان باغ‌وحش)

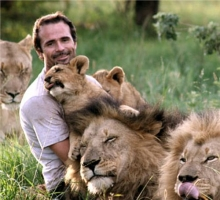
ریچاردسون در میان گله‌ای از شیرها

کوین ریچاردسون (زاده ۸ اکتبر ۱۹۷۴) پژوهشگر رفتارشناسی جانوران اهل آفریقای جنوبی است.
او در آفریقای جنوبی توسط یک گله شیر به عنوان عضوی از گله پذیرفته شده و با آنها زندگی می‌کند. تلاش اصلی ریچاردسون، به تعبیر دانشمندان، فراهم کردن امکان آشتی بین جانوران وحشی و دنیای انسان‌هاست.